# ملچوو
ملچوو (به بلغاری: Mlechevo) یک منطقهٔ مسکونی در بلغارستان است که در سولیوو واقع شده‌است.